# بوهومیل دوردیس
بوهومیل دوردیس (چکی: Bohumil Durdis) وزنه‌بردار اهل چکسلواکی بود.
وی در مسابقات کشوری و بین‌المللی در مجموع برندهٔ ۱ مدال برنز شده‌است.